# Lo dejo solo
«Lo dejo solo» es la décima pista del álbum Classic Series, Vol. 1 de la cantante de música tejana Selena. Fue lanzada como sencillo promocional del álbum el 20 de octubre de 2007 bajo la discográfica Q Productions. Fue compuesto por Abraham Quintanilla y producido por Manny R. Guerra
Este tema fue descartado en 1986 del álbum Alpha del grupo Selena y Los Dinos y no fue puesta en libertad hasta 21 años después de grabada.

## Créditos
| - Primera voz - Selena Quintanilla - Batería - Suzette Quintanilla - Bajo y segunda voz - A.B. Quintanilla III - Teclados - Ricky Vela - Guitarra - Roger García | - Productor - Manny R. Guerra - Grabación - Amen Studios (San Antonio, Tx.) - Mezcla - Brian "Red" Moore - Arreglos musicales - Selena y Los Dinos - Composición - Abraham Quintanilla |